# Fairfield (Vermont)
Pour les articles homonymes, voir Fairfield.
Fairfield est une ville du comté de Franklin (Vermont), aux États-Unis fondé en 1763, comprenant 1 891 habitants d'après le recensement de 2010 et d'une superficie de 177,4 km2 d'après le bureau du recensement des États-Unis. 
Les sites notables de la zone sont la Black Creek et la rivière Missisquoi. Le président Chester A. Arthur y est né en 1829.